# Třída Lord Nelson
Třída Lord Nelson byla poslední postavená třída predreadnoughtů Royal Navy. Celkem byly postaveny dvě jednotky této třídy. Ve službě byly v letech 1908–1927. Účastnily se první světové války. Ve 20. letech 20. století byly sešrotovány.

## Stavba

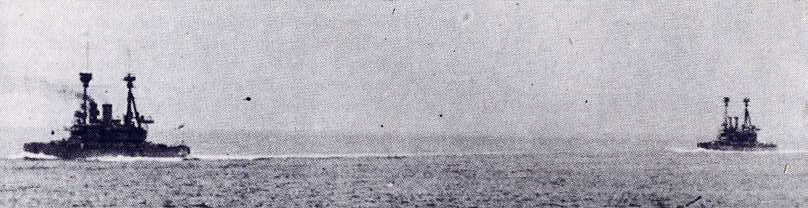
Lord Nelson a HMS Agamemnon za první světové války u Dardanel

Byly to první britské bitevní lodě, jejichž vývoj vedl Philip Watts. Oproti předchozím predreadnoughtům třídy King Edward VII se tato třída vyznačovala silnou smíšenou výzbrojí, kdy hlavní 305mm kanóny doplňovalo ještě deset 234mm kanónů. Také v tomto případě však smíšená hlavní výzbroj ztěžovala řízení palby. Naopak zcela bylo vypuštěno střední dělostřelectvo a dále plavidla nesla jen lehké 76mm kanóny na obranu proti torpédovým člunům.
Objednány byly dvě jednotky této třídy, pojmenované Lord Nelson a Agamemnon. Jejich stavba proběhla v letech 1905–1908. Oproti původním předpokladům se stavba této třídy protáhla, neboť jejich 305mm dělové věže byly použity pro dokončení bitevní lodi HMS Dreadnought, která byla rozestavěna později, ale měla vyšší pritoritu. Bitevní loď Dreadnought navíc představovala revoluční skok ve vývoji bitevních lodí, že Lord Nelson i Agamemnon bylo možné v době jejich dokončení považovat za zastaralé.
Jednotky třídy Lord Nelson:
| Jméno       | Loděnice       | Založení kýlu   | Spuštěna        | Vstup do služby | Poznámka                                         |
| ----------- | -------------- | --------------- | --------------- | --------------- | ------------------------------------------------ |
| Lord Nelson | Palmer, Jarrow | 18. května 1905 | 4. září 1906    | říjen 1908      | Sešrotována 1920.                                |
| Agamemnon   | Beardmore      | 15. května 1905 | 23. června 1906 | červen 1908     | V letech 1923–1927 cílová loď. Sešrotována 1927. |

## Konstrukce

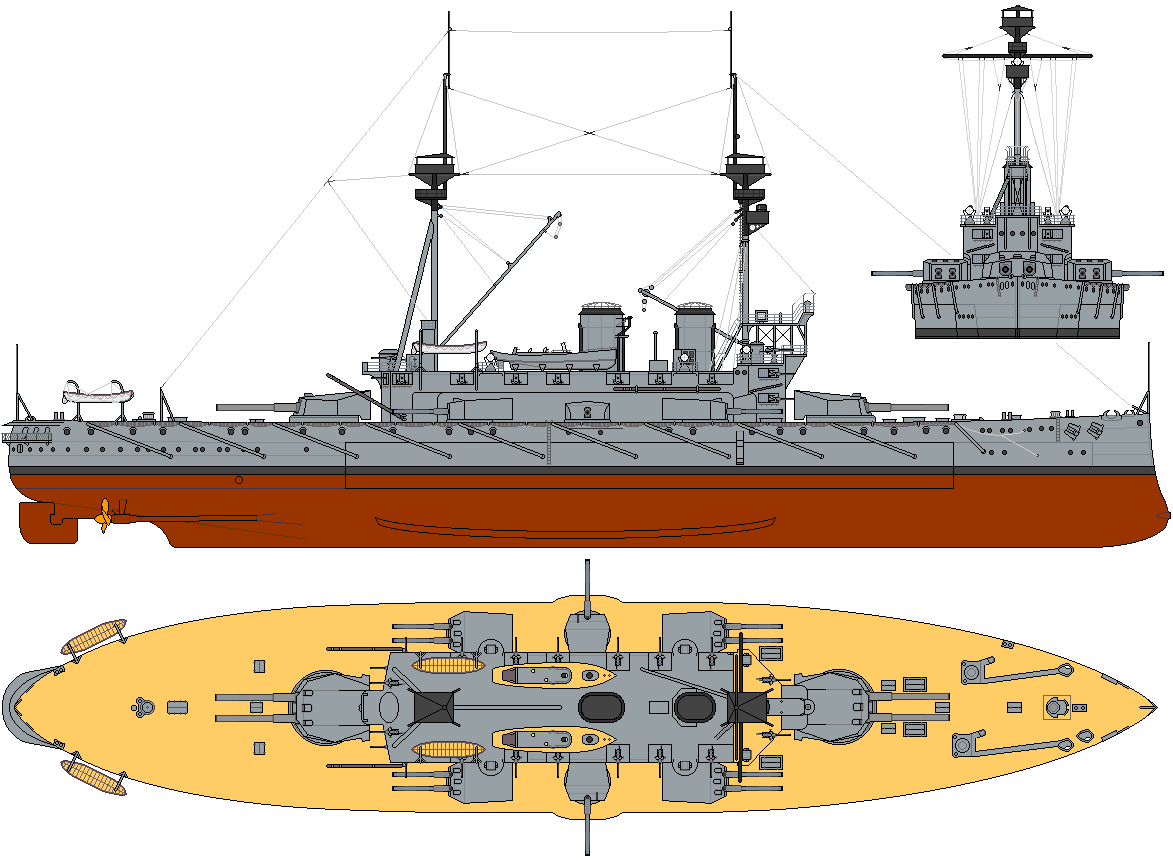
Základní uspořádání třídy

Hlavní výzbroj tvořily čtyři 305mm/45 kanóny ve dvouhlavňových věžích, které doplňovalo deset 234mm kanónů v šesti dělových věžích na obou bocích trupu. Lehkou výzbroj představovalo dvacet čtyři 76mm kanónů a dva 47mm kanóny. Doplňovalo je pět 457mm torpédometů. Pohonný systém tvořilo patnáct kotlů Yarrow a dva parní stroje o výkonu 16 750 ihp, pohánějící dva lodní šrouby. Nejvyšší rychlost dosahovala 18 uzlů.

## Osudy

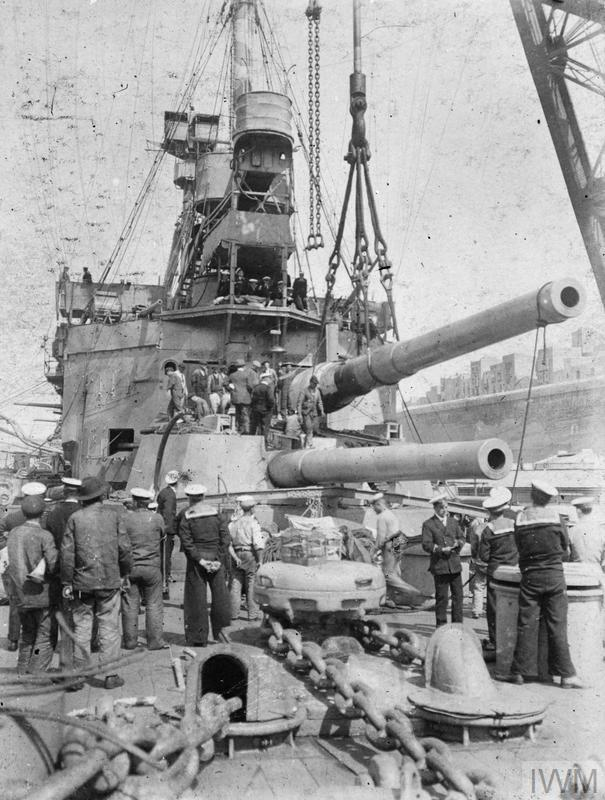
Výměna hlavní výzbroje bitevní lodě Agamemnon

Obě lodi bojovaly v první světové válce, na jejímž počátku byly součástí Kanálového loďtva (Lord Nelson byl vlajkovou lodí jeho velitele viceadmirála Cecila Burneyho). Obě lodi byly v roce 1915 přesunuty do Středomoří a nasazeny v Dardanelské kampani. Ve Středomoří operovaly až do konce války. Na palubě Agamemnonu, kotvícího v zátoce Mudros, podepsaly dne 30. října 1918 zástupci Turecka dohodu o příměří. Lord Nelson a Agamemnon spolu s dalšími loďmi Dohody dne 12. listopadu 1918 triumfálně vpluly do Istanbulu. Lord Nelson byl vyřazen v roce 1920. Agamemnon byl v letech 1923–1927 cílovou lodí a poté byl sešrotován.